# 調所広丈
調所 広丈（ちょうしょ ひろたけ、1840年5月2日（天保11年4月1日）- 1911年（明治44年）12月30日）は、幕末の薩摩藩士、明治期の官僚・政治家。官選県知事、元老院議官、貴族院議員、錦鶏間祗候、男爵。札幌農学校開校時校長。初代札幌県令。姓の元の読み「ずしょ」を「ちょうしょ」に変更した。ペチカ（pechka）、馬そりなどを北海道に導入した。

## 経歴
薩摩藩士・調所広郷の三男として生まれる。戊辰戦争に従軍し、1869年、箱館戦争に参加した。
明治5年3月5日（1872年4月12日）、開拓使に入り七等出仕となる。以後、開拓幹事、開拓少判官、兼札幌学校長、開拓権書記官、兼札幌農学校長、開拓大書記官などを歴任。1882年、札幌県令に就任。
1886年1月、開拓使廃止に伴い元老院議官に就任。1889年6月、高知県知事となる。1892年2月の第2回衆議院議員総選挙において選挙干渉を行って死傷者を出して批判された。同年7月、鳥取県知事に転じた。1893年10月の大水害の復旧に尽力。1894年9月に同県知事を退任。同年10月15日、貴族院勅選議員に任じられ、死去するまで在任。1899年12月5日、錦鶏間祗候、1900年5月9日には、男爵を叙爵した。墓所は青山霊園(1ロ14-11)。

## 栄典
位階
- 1886年（明治19年）
  - 7月8日 - 正五位[7]
  - 10月28日 - 従四位[8]

勲章等
- 1889年（明治22年）11月25日 - 大日本帝国憲法発布記念章[9]
- 1900年（明治33年）5月9日 - 男爵[10]

## 親族
- 長男：調所恒徳（貴族院男爵議員）[11]
- 六男：調所武光（工学士。1885年生まれ。京都帝国大学土木工学科卒業後京都府土木部長などを務めた）[12]
- 孫（広丈の五男である定の長男）：調所五郎（慶應義塾大学経済学部学生。1909年生まれ。1932年、坂田山心中事件で死亡）